# Sphaenorhynchus lacteus
Sphaenorhynchus lacteus là một loài ếch trong họ Nhái bén.
Nó được tìm thấy ở Brasil, Colombia, Ecuador, Guyane thuộc Pháp, Guyana, Peru, Suriname, Trinidad và Tobago, Venezuela, và có thể Bolivia.
Các môi trường sống tự nhiên của chúng là các khu rừng ẩm ướt đất thấp nhiệt đới hoặc cận nhiệt đới, đầm nước nhiệt đới hoặc cận nhiệt đới, xavan ẩm, đồng cỏ nhiệt đới hoặc cận nhiệt đới vùng ngập nước hoặc lụt theo mùa, đầm nước, đầm nước ngọt, đầm nước ngọt có nước theo mùa, vùng đồng bằng nội địa, các khu rừng trước đây bị suy thoái nặng nề, đất nông nghiệp có lụt theo mùa, và kênh đào và mương rãnh. Loài này đang bị đe dọa do mất môi trường sống.